# Рождественка (Шарлицький район)
Рожде́ственка (рос. Рождественка) — село у складі Шарлицького району Оренбурзької області, Росія.

## Населення
Населення — 160 осіб (2010; 282 у 2002).
Національний склад (станом на 2002 рік):
- росіяни — 88 %